# ألكسندر هير
ألكسندر هير (بالبولندية: Alexander Herr؛ بالألمانية: Alexander Herr) هو متزلج قفز ألماني وبولندي، ولد في 4 أكتوبر 1978 في فورتفاغن في ألمانيا.

## وصلات خارجية
- ألكسندر هير على موقع الاتحاد الدولي للتزلج (القفز التزلجي) (الإنجليزية)
- ألكسندر هير على موقع أوليمبيديا (الإنجليزية)